# Vörösmarty Béla
Vörösmarty Béla (Pest, 1844. április 23. – Budapest, 1904. október 9.) igazságügyi államtitkár, a Kúria másodelnöke.

## Élete
Vörösmarty Mihály és Csajághy Laura fia, testvérei Ilona, a későbbi Széll Kálmánné és Erzsébet. Apja halála után Deák Ferenc lett gyámjuk. 
Középiskolai és jogi egyetemi tanulmányait Pesten végezte, majd 1868-ban bíróként kezdte működését a pesti királyi törvényszéknél. 1876-ban a budapesti királyi tábla, 1887-ben a Kúria bírája lett, majd 1892-ben a királyi tábla tanácselnöke lett. 1895-ben Erdélyi Sándort igazságügy-miniszterré nevezték ki, Vörösmarty pedig az ő győri királyi tábla elnöki székébe került. Attól az évtől Erdélyi mellett dolgozott, államtitkárként. Ebbéli működése alatt szavazta meg az országgyűlés a büntető eljárási törvénykönyvet és az esküdtszéki eljárásról szóló törvényt. 1899 és 1901 között Nyitra-Zsámbokrét országgyűlési képviselője volt, 1901-ben Czorda Bódogot követte a Kúria másodelnöki tisztében.

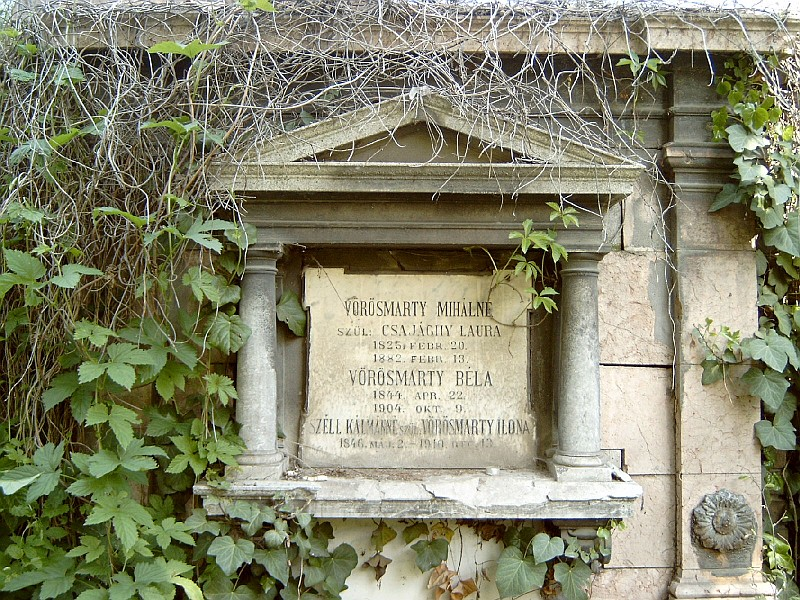
Csajághy Laura, Vörösmarty Mihályné, Vörösmarty Béla és Széllné Vörösmarty Ilona sírja Budapesten. Kerepesi temető: B. 316

## A Vörösmarty–Széll–Bajza családok kapcsolata
|                             |                             |                             |                             |                             |                             |  |  |                               |                               |                               |                               |                               |                               |                               |                               |                               |                               |                              |                              |                              |                              |                            |                            |                            |                            | Csajághy János (1780–1846) | Csajághy János (1780–1846) | Csajághy János (1780–1846) | Csajághy János (1780–1846) | Csajághy János (1780–1846)    | Csajághy János (1780–1846)    |                                 |                                 | Takó Zsuzsanna (1788–1859)      | Takó Zsuzsanna (1788–1859)      | Takó Zsuzsanna (1788–1859)      | Takó Zsuzsanna (1788–1859)      | Takó Zsuzsanna (1788–1859)         | Takó Zsuzsanna (1788–1859)         |                                    |                                    |                                    |                                    |                             |                             |                             |                             |                             |                             |                             |                             |                          |                          |                          |                          |                        |                        |                        |                        |  |  |                   |                   |                   |                   |                   |                   |  |  |  |  |
|                             |                             |                             |                             |                             |                             |  |  |                               |                               |                               |                               |                               |                               |                               |                               |                               |                               |                              |                              |                              |                              |                            |                            |                            |                            | Csajághy János (1780–1846) | Csajághy János (1780–1846) | Csajághy János (1780–1846) | Csajághy János (1780–1846) | Csajághy János (1780–1846)    | Csajághy János (1780–1846)    |                                 |                                 | Takó Zsuzsanna (1788–1859)      | Takó Zsuzsanna (1788–1859)      | Takó Zsuzsanna (1788–1859)      | Takó Zsuzsanna (1788–1859)      | Takó Zsuzsanna (1788–1859)         | Takó Zsuzsanna (1788–1859)         |                                    |                                    |                                    |                                    |                             |                             |                             |                             |                             |                             |                             |                             |                          |                          |                          |                          |                        |                        |                        |                        |  |  |                   |                   |                   |                   |                   |                   |  |  |  |  |
|                             |                             |                             |                             |                             |                             |  |  |                               |                               |                               |                               |                               |                               |                               |                               |                               |                               |                              |                              |                              |                              |                            |                            |                            |                            |                            |                            |                            |                            |                               |                               |                                 |                                 |                                 |                                 |                                 |                                 |                                    |                                    |                                    |                                    |                                    |                                    |                             |                             |                             |                             |                             |                             |                             |                             |                          |                          |                          |                          |                        |                        |                        |                        |  |  |                   |                   |                   |                   |                   |                   |  |  |  |  |
|                             |                             |                             |                             |                             |                             |  |  |                               |                               |                               |                               |                               |                               |                               |                               |                               |                               |                              |                              |                              |                              |                            |                            |                            |                            |                            |                            |                            |                            |                               |                               |                                 |                                 |                                 |                                 |                                 |                                 |                                    |                                    |                                    |                                    |                                    |                                    |                             |                             |                             |                             |                             |                             |                             |                             |                          |                          |                          |                          |                        |                        |                        |                        |  |  |                   |                   |                   |                   |                   |                   |  |  |  |  |
|                             |                             |                             |                             |                             |                             |  |  |                               |                               |                               |                               | Vörösmarty Mihály (1800–1855) | Vörösmarty Mihály (1800–1855) | Vörösmarty Mihály (1800–1855) | Vörösmarty Mihály (1800–1855) | Vörösmarty Mihály (1800–1855) | Vörösmarty Mihály (1800–1855) |                              |                              | Csajághy Laura (1825–1882)   | Csajághy Laura (1825–1882)   | Csajághy Laura (1825–1882) | Csajághy Laura (1825–1882) | Csajághy Laura (1825–1882) | Csajághy Laura (1825–1882) |                            |                            |                            |                            |                               |                               |                                 |                                 |                                 |                                 |                                 |                                 |                                    |                                    |                                    |                                    | Csajághy Júlia (1817–1887)         | Csajághy Júlia (1817–1887)         | Csajághy Júlia (1817–1887)  | Csajághy Júlia (1817–1887)  | Csajághy Júlia (1817–1887)  | Csajághy Júlia (1817–1887)  |                             |                             | Bajza József (1804–1858)    | Bajza József (1804–1858)    | Bajza József (1804–1858) | Bajza József (1804–1858) | Bajza József (1804–1858) | Bajza József (1804–1858) |                        |                        |                        |                        |  |  |                   |                   |                   |                   |                   |                   |  |  |  |  |
|                             |                             |                             |                             |                             |                             |  |  |                               |                               |                               |                               | Vörösmarty Mihály (1800–1855) | Vörösmarty Mihály (1800–1855) | Vörösmarty Mihály (1800–1855) | Vörösmarty Mihály (1800–1855) | Vörösmarty Mihály (1800–1855) | Vörösmarty Mihály (1800–1855) |                              |                              | Csajághy Laura (1825–1882)   | Csajághy Laura (1825–1882)   | Csajághy Laura (1825–1882) | Csajághy Laura (1825–1882) | Csajághy Laura (1825–1882) | Csajághy Laura (1825–1882) |                            |                            |                            |                            |                               |                               |                                 |                                 |                                 |                                 |                                 |                                 |                                    |                                    |                                    |                                    | Csajághy Júlia (1817–1887)         | Csajághy Júlia (1817–1887)         | Csajághy Júlia (1817–1887)  | Csajághy Júlia (1817–1887)  | Csajághy Júlia (1817–1887)  | Csajághy Júlia (1817–1887)  |                             |                             | Bajza József (1804–1858)    | Bajza József (1804–1858)    | Bajza József (1804–1858) | Bajza József (1804–1858) | Bajza József (1804–1858) | Bajza József (1804–1858) |                        |                        |                        |                        |  |  |                   |                   |                   |                   |                   |                   |  |  |  |  |
|                             |                             |                             |                             |                             |                             |  |  |                               |                               |                               |                               |                               |                               |                               |                               |                               |                               |                              |                              |                              |                              |                            |                            |                            |                            |                            |                            |                            |                            |                               |                               |                                 |                                 |                                 |                                 |                                 |                                 |                                    |                                    |                                    |                                    |                                    |                                    |                             |                             |                             |                             |                             |                             |                             |                             |                          |                          |                          |                          |                        |                        |                        |                        |  |  |                   |                   |                   |                   |                   |                   |  |  |  |  |
|                             |                             |                             |                             |                             |                             |  |  |                               |                               |                               |                               |                               |                               |                               |                               |                               |                               |                              |                              |                              |                              |                            |                            |                            |                            |                            |                            |                            |                            |                               |                               |                                 |                                 |                                 |                                 |                                 |                                 |                                    |                                    |                                    |                                    |                                    |                                    |                             |                             |                             |                             |                             |                             |                             |                             |                          |                          |                          |                          |                        |                        |                        |                        |  |  |                   |                   |                   |                   |                   |                   |  |  |  |  |
| Vörösmarty Béla (1844–1904) | Vörösmarty Béla (1844–1904) | Vörösmarty Béla (1844–1904) | Vörösmarty Béla (1844–1904) | Vörösmarty Béla (1844–1904) | Vörösmarty Béla (1844–1904) |  |  | Vörösmarty Mihály (1845–1848) | Vörösmarty Mihály (1845–1848) | Vörösmarty Mihály (1845–1848) | Vörösmarty Mihály (1845–1848) | Vörösmarty Mihály (1845–1848) | Vörösmarty Mihály (1845–1848) |                               |                               | Vörösmarty Ilona (1846–1910)  | Vörösmarty Ilona (1846–1910)  | Vörösmarty Ilona (1846–1910) | Vörösmarty Ilona (1846–1910) | Vörösmarty Ilona (1846–1910) | Vörösmarty Ilona (1846–1910) |                            |                            | Széll Kálmán (1843–1915)   | Széll Kálmán (1843–1915)   | Széll Kálmán (1843–1915)   | Széll Kálmán (1843–1915)   | Széll Kálmán (1843–1915)   | Széll Kálmán (1843–1915)   |                               |                               | Vörösmarty Erzsébet (1847–1879) | Vörösmarty Erzsébet (1847–1879) | Vörösmarty Erzsébet (1847–1879) | Vörösmarty Erzsébet (1847–1879) | Vörösmarty Erzsébet (1847–1879) | Vörösmarty Erzsébet (1847–1879) |                                    |                                    | Vörösmarty Irma (1848–1849)        | Vörösmarty Irma (1848–1849)        | Vörösmarty Irma (1848–1849)        | Vörösmarty Irma (1848–1849)        | Vörösmarty Irma (1848–1849) | Vörösmarty Irma (1848–1849) |                             |                             |                             |                             |                             |                             |                          |                          |                          |                          |                        |                        |                        |                        |  |  |                   |                   |                   |                   |                   |                   |  |  |  |  |
| Vörösmarty Béla (1844–1904) | Vörösmarty Béla (1844–1904) | Vörösmarty Béla (1844–1904) | Vörösmarty Béla (1844–1904) | Vörösmarty Béla (1844–1904) | Vörösmarty Béla (1844–1904) |  |  | Vörösmarty Mihály (1845–1848) | Vörösmarty Mihály (1845–1848) | Vörösmarty Mihály (1845–1848) | Vörösmarty Mihály (1845–1848) | Vörösmarty Mihály (1845–1848) | Vörösmarty Mihály (1845–1848) |                               |                               | Vörösmarty Ilona (1846–1910)  | Vörösmarty Ilona (1846–1910)  | Vörösmarty Ilona (1846–1910) | Vörösmarty Ilona (1846–1910) | Vörösmarty Ilona (1846–1910) | Vörösmarty Ilona (1846–1910) |                            |                            | Széll Kálmán (1843–1915)   | Széll Kálmán (1843–1915)   | Széll Kálmán (1843–1915)   | Széll Kálmán (1843–1915)   | Széll Kálmán (1843–1915)   | Széll Kálmán (1843–1915)   |                               |                               | Vörösmarty Erzsébet (1847–1879) | Vörösmarty Erzsébet (1847–1879) | Vörösmarty Erzsébet (1847–1879) | Vörösmarty Erzsébet (1847–1879) | Vörösmarty Erzsébet (1847–1879) | Vörösmarty Erzsébet (1847–1879) |                                    |                                    | Vörösmarty Irma (1848–1849)        | Vörösmarty Irma (1848–1849)        | Vörösmarty Irma (1848–1849)        | Vörösmarty Irma (1848–1849)        | Vörösmarty Irma (1848–1849) | Vörösmarty Irma (1848–1849) |                             |                             |                             |                             |                             |                             |                          |                          |                          |                          |                        |                        |                        |                        |  |  |                   |                   |                   |                   |                   |                   |  |  |  |  |
|                             |                             |                             |                             |                             |                             |  |  |                               |                               |                               |                               |                               |                               |                               |                               |                               |                               |                              |                              |                              |                              |                            |                            |                            |                            |                            |                            |                            |                            |                               |                               |                                 |                                 |                                 |                                 |                                 |                                 |                                    |                                    |                                    |                                    |                                    |                                    |                             |                             |                             |                             |                             |                             |                             |                             |                          |                          |                          |                          |                        |                        |                        |                        |  |  |                   |                   |                   |                   |                   |                   |  |  |  |  |
|                             |                             |                             |                             |                             |                             |  |  |                               |                               |                               |                               |                               |                               |                               |                               |                               |                               |                              |                              |                              |                              |                            |                            |                            |                            |                            |                            |                            |                            |                               |                               |                                 |                                 |                                 |                                 |                                 |                                 |                                    |                                    |                                    |                                    |                                    |                                    |                             |                             |                             |                             |                             |                             |                             |                             |                          |                          |                          |                          |                        |                        |                        |                        |  |  |                   |                   |                   |                   |                   |                   |  |  |  |  |
|                             |                             |                             |                             |                             |                             |  |  |                               |                               |                               |                               |                               |                               |                               |                               |                               |                               |                              |                              | Széll Ilona (1868–1945)      | Széll Ilona (1868–1945)      | Széll Ilona (1868–1945)    | Széll Ilona (1868–1945)    | Széll Ilona (1868–1945)    | Széll Ilona (1868–1945)    |                            |                            |                            |                            | Heckenast Gusztáv (1811–1878) | Heckenast Gusztáv (1811–1878) | Heckenast Gusztáv (1811–1878)   | Heckenast Gusztáv (1811–1878)   | Heckenast Gusztáv (1811–1878)   | Heckenast Gusztáv (1811–1878)   |                                 |                                 | Beniczkyné Bajza Lenke (1839–1905) | Beniczkyné Bajza Lenke (1839–1905) | Beniczkyné Bajza Lenke (1839–1905) | Beniczkyné Bajza Lenke (1839–1905) | Beniczkyné Bajza Lenke (1839–1905) | Beniczkyné Bajza Lenke (1839–1905) |                             |                             | Beniczky Ferenc (1833–1905) | Beniczky Ferenc (1833–1905) | Beniczky Ferenc (1833–1905) | Beniczky Ferenc (1833–1905) | Beniczky Ferenc (1833–1905) | Beniczky Ferenc (1833–1905) |                          |                          | Bajza Jenő (1840–1863)   | Bajza Jenő (1840–1863)   | Bajza Jenő (1840–1863) | Bajza Jenő (1840–1863) | Bajza Jenő (1840–1863) | Bajza Jenő (1840–1863) |  |  | Bajza Irén (1843) | Bajza Irén (1843) | Bajza Irén (1843) | Bajza Irén (1843) | Bajza Irén (1843) | Bajza Irén (1843) |  |  |  |  |
|                             |                             |                             |                             |                             |                             |  |  |                               |                               |                               |                               |                               |                               |                               |                               |                               |                               |                              |                              | Széll Ilona (1868–1945)      | Széll Ilona (1868–1945)      | Széll Ilona (1868–1945)    | Széll Ilona (1868–1945)    | Széll Ilona (1868–1945)    | Széll Ilona (1868–1945)    |                            |                            |                            |                            | Heckenast Gusztáv (1811–1878) | Heckenast Gusztáv (1811–1878) | Heckenast Gusztáv (1811–1878)   | Heckenast Gusztáv (1811–1878)   | Heckenast Gusztáv (1811–1878)   | Heckenast Gusztáv (1811–1878)   |                                 |                                 | Beniczkyné Bajza Lenke (1839–1905) | Beniczkyné Bajza Lenke (1839–1905) | Beniczkyné Bajza Lenke (1839–1905) | Beniczkyné Bajza Lenke (1839–1905) | Beniczkyné Bajza Lenke (1839–1905) | Beniczkyné Bajza Lenke (1839–1905) |                             |                             | Beniczky Ferenc (1833–1905) | Beniczky Ferenc (1833–1905) | Beniczky Ferenc (1833–1905) | Beniczky Ferenc (1833–1905) | Beniczky Ferenc (1833–1905) | Beniczky Ferenc (1833–1905) |                          |                          | Bajza Jenő (1840–1863)   | Bajza Jenő (1840–1863)   | Bajza Jenő (1840–1863) | Bajza Jenő (1840–1863) | Bajza Jenő (1840–1863) | Bajza Jenő (1840–1863) |  |  | Bajza Irén (1843) | Bajza Irén (1843) | Bajza Irén (1843) | Bajza Irén (1843) | Bajza Irén (1843) | Bajza Irén (1843) |  |  |  |  |